# Jule Rivlin
Jule Leon Rivlin (Pittsburgh, 2 febbraio 1917 – Los Angeles, 23 settembre 2002) è stato un cestista e allenatore di pallacanestro statunitense, professionista nella NBL.

## Carriera
Giocò per tre stagioni nella NBL, disputando complessivamente 105 partite con 3,8 punti di media.